# Олефінування за Теббе

Олефінування за Теббе (рос. олефинирование по Теббе, англ. Tebbe olefination) — обмін атома О карбонільної групи на групу СН2 за допомогою титан-карбенового комплексу Cp2Ti=CH2
(реагент Теббе) з одержанням термінальних алкенів.